# Liste der Naturdenkmäler in Haina (Kloster)
Die Liste der Naturdenkmäler in Haina (Kloster) nennt die in der Gemeinde Haina (Kloster) im Landkreis Waldeck-Frankenberg in Hessen gelegenen Naturdenkmäler. Sie sind nach den §§ 28, 22 des Hessischen Gesetzes über Naturschutz und Landschaftspflege sowie § 12 des Hessischen Ausführungsgesetzes zum Bundesnaturschutzgesetz geschützt.
| Bild                          | Bezeichnung | Ortsteil, Lage                            | Beschreibung                                                                                       | Art         | Nr.    |
| ----------------------------- | ----------- | ----------------------------------------- | -------------------------------------------------------------------------------------------------- | ----------- | ------ |
| BW                            | „Rückchen“  | Altenhaina 51° 2′ 46,8″ N, 8° 56′ 59,4″ O | 1,25 Hektar großer Altbuchenbestand zwischen Altenhaina und Kirschgarten.                          | Stieleiche  | 12 001 |
| mehr Fotos \| Fotos hochladen | Grenzlinde  | Haddenberg 51° 2′ 26,6″ N, 9° 4′ 44,9″ O  | Solitärbaum nördlich der Siedlung Fischbach an der ehemaligen Grenze zwischen Waldeck und Preußen. | Linde       | 12 002 |
| BW                            | Feuchtwiese | Löhlbach 51° 3′ 6,4″ N, 9° 0′ 4,8″ O      | 0,89 Hektar große Feuchtwiese südöstlich von Löhlbach.                                             | Feuchtwiese | 12 003 |

## Belege
1. ↑  
Anlage 1 zur Verordnung zum Schutze der Naturdenkmäler im Landkreis Waldeck-Frankenberg. (pdf; 374 kB) Landkreis Waldeck-Frankenberg, 18. März 2013, abgerufen am 24. Januar 2016.
2. ↑  
Verordnung zum Schutze der Naturdenkmäler im Landkreis Waldeck-Frankenberg. (pdf; 1,42 MB) Landkreis Waldeck-Frankenberg, 18. März 2013, abgerufen am 24. Januar 2016.
3. ↑  Details 12 001
4. ↑  Details 12 002
5. ↑  Details 12 003

- Karte mit allen Koordinaten:
- OSM |
- WikiMap